# Polk megye (Missouri)
Polk megye az Amerikai Egyesült Államokban, azon belül Missouri államban található. Megyeszékhelye és legnagyobb városa Bolivar. Lakosainak száma 31 519 fő (2020. április 1.). Polk megye Hickory, Greene, Dallas, St. Clair, Dade és Cedar megyékkel határos.

## Népesség
A megye népességének változása:
| Lakosok száma | 31 162 | 31 168 | 31 049 | 30 974 | 31 229 | 31 519 |
|               | 2010   | 2011   | 2012   | 2013   | 2015   | 2020   |